# Jesús Arias Aranzueque
Jesús Arias Aranzueque (Madrid, 1960 - Zumárraga, País Vasco, 1992) fue un actor español. Realizó dos películas, la coproducción hispanofrancesa Deprisa, deprisa (Carlos Saura, 1981), ganadora ese mismo año del Oso de Oro a la mejor película en el Festival Internacional de Cine de Berlín y El bosque animado (José Luis Cuerda, 1987).
Vecino de un barrio carenciado de Madrid, fue reclutado por Saura en un casting para actores no profesionales. 
Después del rodaje y antes del estreno, Jesús Arias fue detenido, pasando por la cárcel de Carabanchel y otros centros penitenciarios. 
En 1987 fue reclutado por José Luis Cuerda, para interpretar un pequeño papel en El bosque animado.
Falleció en Zumárraga antes de cumplir los 32 años.
Sus restos, no reclamados, fueron incinerados en 2007.